# Minako Hatakeyama
Minako Hatakeyama (en japonés: 畠山美奈子, Hatakeyama Minako; 9 de agosto de 1977) es una deportista japonesa que compitió en taekwondo.
Ganó una medalla de bronce en el Campeonato Mundial de Taekwondo de 1995 y dos medallas de bronce en el Campeonato Asiático de Taekwondo, en los años 2000 y 2002.

## Palmarés internacional
| Campeonato Mundial  | Campeonato Mundial | Campeonato Mundial | Campeonato Mundial |
| Año                 | Lugar              | Medalla            | Categoría          |
| ------------------- | ------------------ | ------------------ | ------------------ |
| 1995                | Manila (Filipinas) | Medalla de bronce  | –51 kg             |
| Campeonato Asiático |                    |                    |                    |
| Año                 | Lugar              | Medalla            | Categoría          |
| 2000                | Hong Kong (China)  | Medalla de bronce  | –55 kg             |
| 2002                | Amán (Jordania)    | Medalla de bronce  | –55 kg             |